# فيونا موريسون
فيونا موريسون هي متسابقة يخت أندورية، ولدت في 18 مايو 1970 في انكامب في أندورا.

## وصلات خارجية
- فيونا موريسون على موقع الاتحاد الدولي للملاحة الشراعية (موقع جديد) (الإنجليزية)
- فيونا موريسون على موقع اللجنة الأولمبية الدولية (الإنجليزية)
- فيونا موريسون على موقع أوليمبيديا (الإنجليزية)